# هفتاد و دومین جشنواره فیلم ونیز
هفتاد و دومین جشنواره فیلم ونیز (انگلیسی: 72nd Venice International Film Festival) از دوم لغایت دوازدهم سپتامبر ۲۰۱۵ در شهر ونیز ایتالیا برگزار شد.
در این دوره از جشنوارهٔ ونیز فیلمِ از راه دور از ونزوئلا ساختهٔ لورنزو ویگاس توانست جایزه شیر طلایی را از آنِ خود کند.

## هیئت داوران

### مسابقه بخش اصلی
- آلفونسو کوارون، کارگردان مکزیکی و برنده دو جایزه اسکار، به عنوان رئیس هیئت داوران بخش مسابقه جشنواره فیلم ونیز انتخاب شد.[۳]
- الیزابت بنکس
- دیانه کروگر
- امانوئل کارر
- نوری بیلگه جیلان
- پاول پالیکوفسکی
- فرانجسکو منزی
- هو شیائو-شین
- لین رمزی

## گزینش رسمی

### بخش مسابقه
فیلم‌های حاضر در بخش مسابقه عبارتند از:
| نام فیلم             | نام اصلی              | کارگردان                 | کشور محل تولید فیلم   |
| -------------------- | --------------------- | ------------------------ | --------------------- |
| ۱۱ دقیقه (فیلم)      | 11 minut              | یرژی اسکولیموسکی         | لهستان                |
| آنومالیسا            | Anomalisa             | چارلی کافمن و دوک جانسون | آمریکا                |
| A Bigger Splash      | A Bigger Splash       | لوکا گوادانینو           | ایتالیا، فرانسه       |
| بهیموث               | 悲兮魔兽              | ژائو لیانگ               | چین، فرانسه           |
| حیوانات بی‌سرزمین     | Beasts of No Nation   | کری فوکوناگا             | آمریکا                |
| خون خون من           | Sangue del mio sangue | مارکو بلوکیو             | ایتالیا               |
| قبیله (فیلم)         | El Clan               | پابلو تراپرو             | آرژانتین، اسپانیا     |
| دختر دانمارکی (فیلم) | The Danish Girl       | تام هوپر                 | بریتانیا، آمریکا      |
| از راه دور           | Desde allá            | لورنزو ویگاس             | ونزوئلا، مکزیک        |
| رودخانه بی‌پایان      | —                     | اولیور هرمانوس           | آفریقای جنوبی، فرانسه |
| برابرها (فیلم)       | Equals                | دریک دورمس               | آمریکا                |
| فرانکوفونیا          | Francofonia           | الکساندر سوکوروف         | فرانسه، آلمان، هلند   |
| جنون                 | Abluka                | امین آلپر                | ترکیه، فرانسه، قطر    |
| قلب سگی              | Heart of a Dog        | لوری اندرسون             | آمریکا                |
| انتظار               | L'attesa              | پیرو مسینا               | ایتالیا، فرانسه       |
| در جستجوی زیبایی     | Looking for Grace     | سو بروکس                 | استرالیا              |
| L'Hermine            | L'Hermine             | کریستین ونسان            | فرانسه                |
| مارگریت              | زاویر جیانولی         | فرانسه، جمهوری چک، بلژیک |                       |
| —                    | Per amor vostro       | جوزپه ام. گوادینو        | ایتالیا، فرانسه       |
| رابین، روز آخر       | —                     | عاموس گیتای              | اسرائیل، فرانسه       |
| به خاطر داشته باش    | Remember              | آتوم اگویان              | کانادا، آلمان         |

### خارج از مسابقه
فیلم‌های حاضر در بخش خارج از مسابقه عبارتند از:
| نام فیلم          | نام اصلی                                     | کارگردان                 | کشور محل تولید فیلم  |
| ----------------- | -------------------------------------------- | ------------------------ | -------------------- |
| بعد از ظهر        | 那日下午                                     | تسای مینگ-لیانگ          | تایوان               |
| توده سیاه (فیلم)  | Black Mass                                   | اسکات کوپر               | آمریکا               |
| دی پالما          | De Palma                                     | نوآ بامباک و جیک پالترو  | آمریکا               |
| رویداد            | Sobytie                                      | سرگئی لوزنیتسا           | هلند، بلژیک          |
| اورست (فیلم ۲۰۱۵) | Everest                                      | بالتاسار کورماکور        | آمریکا               |
| —                 | Gli uomini di questa città io non li conosco | فرانکو مارسکو            | ایتالیا              |
| Go With Me        | Go With Me                                   | دنیل آلفردسون            | آمریکا، کانادا، سوئد |
| در ارتفاعات جکسون | In Jackson Heights                           | فردریک وایزمن            | آمریکا               |
| جنیس              | Janis                                        | ایمی برگ                 | آمریکا               |
| خیابان دلگیر      | La calle de la Amargura                      | آرتورو ریپستاین          | مکزیک، اسپانیا       |
| —                 | L'esercito piu piccolo del mondo             | Gianfranco Pannone       | واتیکان              |
| آقای شش           | Lao Pao Er/老炮儿                            | گوآن هو                  | چین                  |
| —                 | Non essere cattivo                           | کلودیو کالیگاری          | ایتالیا              |
| افشاگر            | Spotlight                                    | توماس مک کارتی (هنرپیشه) | آمریکا               |
| زمستان در آتش     | Romka                                        | Evgeny Afineevsky        | اوکراین              |

### افق‌ها
فیلم‌های حاضر در بخش افق‌ها عبارتند از:

#### فیلم بلند
| نام فیلم                  | نام اصلی                      | کارگردان             | کشور محل تولید فیلم               |
| ------------------------- | ----------------------------- | -------------------- | --------------------------------- |
| یک نسخه از ذهن من         | —                             | جوکو انور            | اندونزی، کره جنوبی                |
| یک جنگ                    | Krigen                        | توبیاس لیندهولم      | دانمارک                           |
| Neon Bull                 | Boi Neon                      | Gabriel Mascaro      | برزیل، اروگوئه، هلند              |
| چهارشنبه ۱۹ اردیبهشت      | Chaharshanbeh, 19 Ordibehesht | وحید جلیلوند         | ایران                             |
| کودکی یک رهبر (فیلم)      | The Childhood of a Leader     | بردی کوربت           | بریتانیا، مجارستان، بلژیک، فرانسه |
| Free In Deed              | Free In Deed                  | Jake Mahaffy         | آمریکا، نیوزلند                   |
| گانگستر ایتالیایی         | —                             | Renato De Maria      | ایتالیا                           |
| بازجویی                   | بازجویی (فیلم ۲۰۱۵) / விசாரணை    | وتریماران            | هند                               |
| وقفه                      | —                             | Yorgos Zois          | یونان، فرانسه، کرواسی             |
| Madame Courage            | Madame Courage                | مرزاق علواش          | الجزائر، فرانسه، امارات           |
| Man Down                  | Man Down                      | دیتو مانتیل          | آمریکا                            |
| —                         | Mate-Me Por Favor             | آنیتا روخا داسیلویرا | برزیل، آرژانتین                   |
| کوهستان                   | —                             | Yaelle Kayam         | اسرائیل                           |
| —                         | Pecore In Eerba               | Alberto Caviglia     | ایتالیا                           |
| تاج محل (فیلم ۲۰۱۵)       | —                             | Nicolas Saada        | فرانسه، بلژیک                     |
| —                         | Tempête                       | Samuel Collardey     | فرانسه                            |
| —                         | Un Monstruo De Mil Cabezas    | Rodrigo Plá          | مکزیک                             |
| Why Hast Thou Forsaken Me | Lama Azavtani                 | Hadar Morag          | اسرائیل، فرانسه                   |

#### فیلم کوتاه
| نام فیلم                       | نام اصلی                 | کارگردان                         | کشور محل تولید فیلم     |
| ------------------------------ | ------------------------ | -------------------------------- | ----------------------- |
| Oh Gallow Lay                  | Oh Gallow Lay            | Julian Wayser                    | آمریکا                  |
| Belladonna                     | —                        | Dubravka Turic                   | کرواسی                  |
| مرد جوانی که از رودخانه چی آمد | Jer gun muer rao jer gun | Wichanon Somunjarn               | تایلند                  |
| حیاط                           | Dvorišta                 | Ivan Salatic                     | مونته‌نگرو               |
| Champ des possibles            | Champ des possibles      | Cristina Picchi                  | کانادا                  |
| 55 Pills                       | 55 Pastillas             | Sebastián Muro                   | آرژانتین                |
| —                              | Tarântula                | Aly Muritiba and Marja Calafanje | برزیل                   |
| میمون                          | Hou                      | Jie Shen                         | چین                     |
| It Seems to Hang on            | It Seems to Hang on      | Kevin Jerome Everson             | آمریکا                  |
| —                              | Violences en Réunion     | Karim Boukercha                  | فرانسه                  |
| —                              | En defensa Propia        | Mariana Arriaga                  | مکزیک                   |
| —                              | E.T.E.R.N.I.T.           | Giovanni Aloi                    | فرانسه                  |
| New Eyes                       | —                        | Hiwot Admasu Getaneh             | فرانسه، آلمان، بریتانیا |

#### خارج از مسابقه
| نام فیلم | نام اصلی | کارگردان      | کشور محل تولید فیلم              |
| -------- | -------- | ------------- | -------------------------------- |
| صفر      | Zero     | دیوید ویکتوری | آمریکا، بریتانیا، اسپانیا، مکزیک |